# Bermudasignum frankenbergi
Bermudasignum frankenbergi là một loài chân đều trong họ Mesosignidae. Loài này được George miêu tả khoa học năm 2003.